# Hołówki Duże (przystanek kolejowy)
Hołówki Duże – przystanek osobowy w Hołówkach Dużych na linii kolejowej nr 32, w województwie podlaskim, w powiecie białostockim, w Polsce.

## Ruch pasażerski
| Rok  | Wymiana pasażerska na dobę |
| ---- | -------------------------- |
| 2017 | 0-9                        |
| 2022 | 10-19                      |

Budynek dworca z roku 1965 został wyburzony pod koniec 2015 roku.
W 2019 roku przebudowano przystanek. Wykonawcą robót był Torpol SA. Prace realizowano w ramach inwestycji Prace na linii kolejowej nr 32 na odcinku Białystok – Bielsk Podlaski (Lewki) finansowanego ze środków programu operacyjnego Polska Wschodnia.

## Dojazd do dworca
Do przystanku można dojechać bezpośrednio autobusami Białostockiej Komunikacji Miejskiej – linia „200”.